# Jakob Schaffner
Jakob Schaffner (Basilea, 14 novembre 1875 – Strasburgo, 23 settembre 1944) è stato uno scrittore svizzero.
Fu educato da religiosi pietisti e divenne calzolaio; sprezzante della borghesia, aderì al nazismo. La sua produzione comprende romanzi autobiografici (Konrad Pilater, 1908), opere politiche e religiose (Johannes, 1922).
Fu ucciso a Strasburgo da un raid aereo alleato.